# Quebra de contrato
Quebra de contrato é a situação em que duas ou mais pessoas ou empresas assinam um contrato e, posteriormente, um dos envolvidos na assinatura do contrato anuncia o rompimento contratual por diversos motivos. Há também quebra de contrato quando pessoas ou empresas não cumprem as cláusulas contratuais, ou seja, as decisões negociadas antes da assinatura.

## Direitos de indenização por violação
Qualquer quebra de contrato (garantia, condição ou termo inominado) dá origem a um direito nas mãos da parte inocente de recuperar seus danos sofridos causados pela quebra de contrato pela parte inadimplente. Danos no Reino Unido são o único recurso disponível para violação de uma garantia. Esses danos podem vir de diferentes formas, como concessão de danos monetários, danos de liquidação, desempenhos específicos, rescisão e restituição.
Os danos são classificados como compensatórios ou punitivos. Os danos compensatórios são recompensados na tentativa de colocar a parte inocente na posição que teria sido ocupada "não fosse" a violação. Esses danos são mais frequentemente concedidos como pagamentos. Danos punitivos são dados para "punir ou dar um exemplo de um malfeitor que agiu deliberadamente, maliciosamente ou fraudulentamente". Danos punitivos são concedidos apenas em casos extremos e geralmente junto com danos compensatórios.